# Xariirad

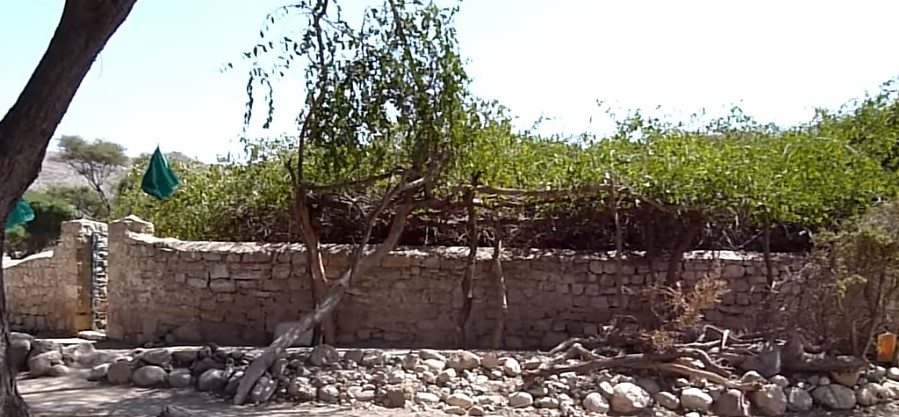
Tombe van Dudub Osman, de voorouder van de Reer Dudub-tak van de Jibriil Yoonis-subclan van de Gadabuursi

Xariirad (ook: Hariirad, Harirad, Xariradd) is een dorp in noord-Somalië, gelegen in Somaliland (een niet erkende staat die zich in 1991 van Somalië afscheidde), in de regio Awdal, District Borama.

Xariirad ligt in een breed dal aan de rivier (of eigenlijk wadi) Xariirad Dix Gudban (ook: Harirad Dih Gudban) in een aride berglandschap op 2 km afstand van de grens met Ethiopië. 
Het centrum bestaat uit een lange straat met veel gebouwtjes met golfplaten daken; de rest van de bebouwing bestaat voor een belangrijk deel uit hutten binnen ronde omheiningen ('kralen'). Er staan twee zendmasten in de stad en er zijn ten minste twee moskeeën. Ook is er een kliniekje.
De onverharde provinciale weg  van Zeila naar Borama, de belangrijkste weg van de regio Awdal, loopt door het dorp. Deze weg, en de nabijheid van de grens met Ethiopië maakt Xariirad tot een oord waar smokkel plaatsvindt, bijv. van beschermde dieren. In 2020 werden bijv. jonge jachtluipaarden (cheeta's) in beslag genomen, bedoeld om te worden verkocht als huisdieren. Vanwege interne spanningen in de aangrenzende Ethiopische deelstaat Somali worden daar af en toe veiligheidstroepen ingezet, waardoor vervolgens ook waakzaamheid van de Somalilandse strijdkrachten rond Xariirad vereist is.
Volgens legendes was het gebied rond Harirad bedekt met bomen en een wadi. Op weg naar Zeila stopten nomadische veehouders soms in het stadje om hun kudde te drenken. Xariirad herbergt de begraafplaatsen van veel van de historische figuren, onder wie Ugaas Samatar (overleden: 1812), van de Reer Ugaas-subclan van de Makayl-Dheere, een leider van de Gadabuursi-clan. Ook hier begraven is Dudub Osman, de voorouder van de Reer Dudub-tak van de Jibriil Yoonis-subclan van de Gadabuursi. De bevolking van Xariirad behoort vnl. tot de Gadabuursi-clan.

## Klimaat
Xariirad heeft een steppeklimaat. De gemiddelde jaartemperatuur is 24,8 °C. Juni is de warmste maand, gemiddeld 29,1 °C; januari is het koelste, gemiddeld 20,5 °C. Van mei t/m september ligt de gemiddelde maximale dagtemperatuur rond de 33-34 °C. De jaarlijkse regenval bedraagt ca. 341 mm. Er zijn twee regenseizoenen, een klein regenseizoen rond april en het grote regenseizoen van juli-september. De droogste periode is van november-januari.